# Marie-Geneviève Navarre
Marie-Geneviève Navarre, dite aussi Antoinette-Geneviève Navarre (1735-1795) est une portraitiste et miniaturiste française du XVIIIe siècle, qui travaille au pastel et à la peinture à l'huile. Elle est cependant mieux connue pour ses pastels.

## Biographie

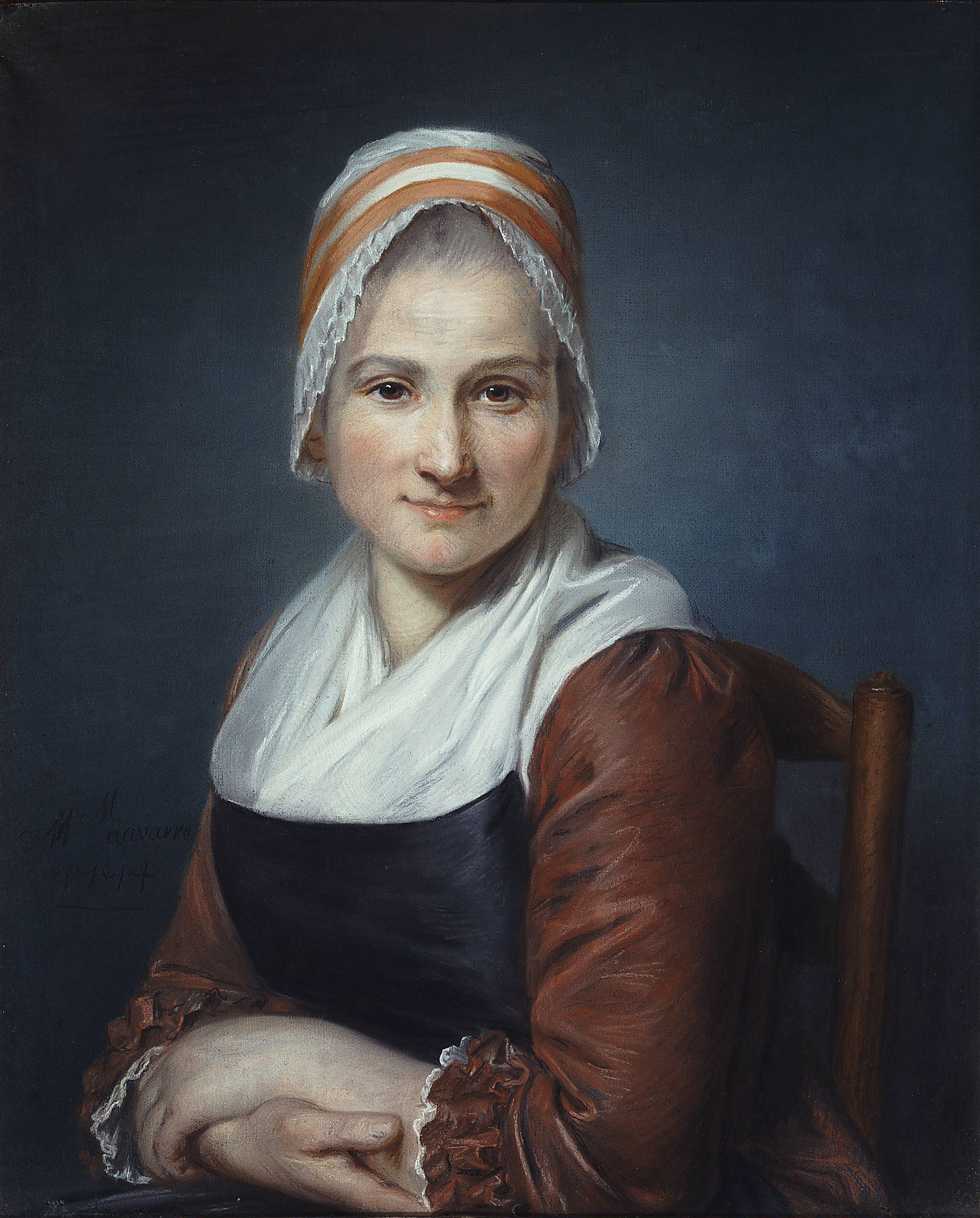
Portrait de jeune femme (1774), par Marie-Geneviève Navarre

Marie-Geneviève Navarre, également connue sous le nom d'Antoinette-Geneviève Navarre ou plus simplement sous celui de Geneviève Navarre, est née à Paris en 1735. Elle y étudie l'art auprès du pastelliste Maurice Quentin de la Tour, un portraitiste royal réputé pour « doter ses modèles d'un charme et d'une intelligence uniques. » Avec ses portraits au pastel, Marie-Geneviève Navarre deviendra l'une des « pastellistes les plus estimées du XVIIIe siècle. »  
Comme il est difficile pour les femmes artistes du milieu du XVIIIe siècle d'exposer leurs travaux à l'Académie royale de peinture, Marie-Geneviève Navarre se tourne alors vers l'Académie de Saint-Luc où elle expose ses peintures et dessins à trois reprises entre 1762 et 1774. Elle expose aussi deux fois à l'Hôtel d'Aligre de la rue Saint-Honoré à Paris en 1762 et 1764.
Les portraits au pastel et les miniatures présentes à l'exposition de l'Académie de Saint-Luc de 1774 reçoivent un accueil particulièrement positif. Une revue critique publiée en 1776 dans lAlmanach des peintres complimente le talent de Navarre notamment pour ses pastels considérés comme « au-dessus de ses miniatures ».
Geneviève Navarre est par ailleurs très demandée pour exécuter des répliques de tableaux. Parmi les nombreuses œuvres de Navarre qui nous sont parvenues, un seul pastel est signé de son nom.

## Expositions
- 1762, Académie de Saint-Luc, Paris[3]
- 1762, Hôtel d'Aligre, rue Saint-Honoré, Paris
- 1764, Académie de Saint-Luc, Paris
- 1764, Hôtel d'Aligre, rue Saint-Honoré, Paris
- 1774, Académie de Saint-Luc, Paris
- 1774, Salon de la correspondance, Paris
- 2016, National Museum of Women in the Arts (« Musée national des femmes dans les arts »), Washington, États-Unis[4]

## Voir également
- Rosalba Carriera (7 octobre 1675 - 17 avril 1757), peintre vénitienne du rococo italien qui lança la mode du portrait au pastel en France
- Adélaïde Labille-Guiard (11 avril 1749 - 24 avril 1803), portraitiste française
- Élisabeth Louise Vigée Le Brun (16 avril 1755 - 30 mars 1842), portraitiste française